# Les Entreprises Barrette
Les Entreprises Barrette est une entreprise québécoise œuvrant dans la coupe et la transformation du bois. Elle possède trois filiales, Barrette-Chapais, BarretteWood et Barrette Structural. L’entreprise fondée en 1965 est aujourd’hui l'une des plus importantes fabricantes de produits de bois et de vinyle pour la construction d’Amérique du Nord.
Son siège social est situé à Saint-Jean-sur-Richelieu. En 2014 l’entreprise emploie près de 2800 personnes et opère des usines au Québec, en Ohio et au Tennessee.  

## Historique
L’entreprise est fondée par Vianney Barrette. Il fonde d’abord en 1957, une entreprise de transport  qui opère en Abitibi. En 1964, il fonde une deuxième entreprise à Laval, nommée Barvi, qui opère dans le domaine de la transformation du bois d’œuvre pour l’industrie de la construction. L’année suivante, Vianney Barrette s’associe à Gérard Saucier et ils fondent la scierie Barrette & Saucier, qui opère à Lebel-sur-Quévillon.  
Vianney décède en 1975 et son fils Yves Barrette reprend l’entreprise à 21 ans. Il cède ses parts de la scierie Barrette & Saucier et conserve l’entreprise Barvi. En 1975, il achète les actifs d’une scierie située près de Chapais, dans le Nord-du-Québec, qui devient Barrette-Chapais.  

## Filiales

### Barrette-Chapais Ltée
La filiale œuvre dans le domaine du bois d’œuvre et alimente en matières premières BarretteWood et Barrette Structural. Son siège social est situé sur le territoire d’Eeyou Istchee Baie-James, près de la ville de Chapais.

#### Historique
En 1975, l’entreprise dirigée par Yves Barrette s’implante à 10 km de la ville de Chapais, en rachetant les actifs d’une scierie locale, « Produit forestier Chapais ». Barrette-Chapais s’impose rapidement comme un important employeur dans le secteur, et dès 1977, elle emploie 480 employés. Au cours de la décennie 1980, Barrette-Chapais se hisse parmi les plus importants producteurs de bois d’œuvre de l’Est canadien. La décennie est marquée par des investissements majeurs pour la modernisation de l’entreprise. Au cours des années 1990 l’entreprise prospère. Le secteur forestier jamésien bénéficie à l’époque d’un taux de change favorable et d’une grande demande en bois d’œuvre partout en Amérique du Nord. À la même époque, Barrette-Chapais et Chantiers Chibougamau deviennent aussi les principaux employeurs de la région de Chapais et Chibougamau.  
À partir de 2004, l’industrie du bois d’œuvre connaît des difficultés. En Jamésie, la crise du bois d’œuvre est alimentée par la hausse du taux de change et les difficultés en approvisionnement de bois. L’entreprise survit à la crise et s’adapte en diversifiant ses activités.  
En 2010, le fils d'Yves Barrette, Benoît Barrette, prend la tête de la filiale.
En 2016 la filiale emploie 450 personnes et est le cinquième employeur en importance dans le Nord-du-Québec. En 2018, Barrette-Chapais est la plus grosse scierie au Québec et transforme 980 000 m³ de bois par année.  
Le 23 décembre 2022, un incendie ravage l'usine de séchage. Les travaux de construction d'une nouvelle usine thermique sont entrepris en 2023. Celle-ci entre en opération en janvier 2024. L'entrée en opération d'une seconde usine thermique y est prévue en avril 2024.

#### Granule 777
D’abord initié en 2014 par l’entreprise Rentech, Barrette-Chapais Ltée reprend le projet d’usine de granules de bois en 2017, pour valoriser les divers résidus de transformation du bois (sciures, rabotures, écorces) en les transformant en granules. Ces résidus sont tenus ensemble, par un procédé de compression ou en les liant. L’objectif de l’entreprise est de diversifier ses activités en optimisant la gestion des extrants industriels. La demande en matière ligneuse tend à fluctuer au fil des années. L’intégration d’autres produits dans les activités de la scierie vise donc à stabiliser les profits de la filiale.
Barrette-Chapais met sur pied l’entreprise Granule 777 en 2017 pour encadrer les opérations de production. L’usine dispose depuis son ouverture en 2019 d’une capacité de production de 210 000 tonnes annuellement. Il s’agit de la plus importante usine de production de granule de l’est du Canada. Deux dômes de 130 pieds ont été érigés au coût de 17 M$ de dollars sur le site du port en eau profonde de Grand-Anse à Saguenay pour entreposer les granules. Ces infrastructures ont une capacité d’entreposage de 22 000 tonnes. Pour acheminer les granules vers le Saguenay, 20 à 25 camions par jour font le transit à partir des installations de Chapais. Les produits exportés à destination des marchés européens de la bioénergie. La production de cette biomasse vise notamment à remplacer le charbon utilisé par la plus puissante centrale électrique anglaise, la centrale Drax au Royaume-Uni, qui a signé un contrat d’approvisionnement 7 ans avec Granule 777.

#### Économie circulaire
Depuis 2021, la filiale Barrette-Chapais Ltée prend part au projet d'économie circulaire de la ville de Chapais, qui valorise les résidus forestiers. L'entreprise récupère ses retailles de bois d'œuvre et les transforme en granules. Les écorces de sa scierie sont transmises à l'usine de cogénération de la municipalité et brûlées pour produire de l'électricité. Les cendres issues de la combustion des résidus de l'entreprises sont employées à la fertilisation des champs de pommes de terres locaux et à la restauration de l'ancien site de la mine Opémiska à Chapais.

### BarretteWood
La filiale se spécialise dans la fabrication de produits en bois à valeur ajoutée, tel les composants et panneaux de clôtures, des composants de sommiers et de palettes, ainsi que de pièces de bois multiusages. L’entreprise opère une usine à Saint-Jean-sur-Richelieu depuis 1998, ainsi qu’une usine à Roberval depuis 2008.  
Le siège social de BarretteWood est situé à Saint-Jean-sur-Richelieu.

### Barrette Structural
La filiale se spécialise dans la production de solives de planchers, de fermes de toit et de murs préfabriqués.  
Le siège social de Barrette Structural est situé à Trois-Rivières.

## Produits
Les Entreprises Barrette fabriquent plus de 90 types de panneaux de clôtures en vinyle et en bois. Elles se spécialisent aussi dans la fabrication de fermes de toit, utilisées dans la fabrication de toiture, de solives et des murs préfabriqués, ainsi que de cabanons, de gazebos, et de rampes d’escaliers.